# Đinh Xuân Việt
Đinh Xuân Việt (* 10. November 1983) ist ein vietnamesischer Fußballspieler.

## Karriere
Đinh Xuân Việt stand von mindestens 2011 bis Ende 2016 beim Hải Phòng FC unter Vertrag. Wo er vorher gespielt hat, ist unbekannt. Der Verein aus Hải Phòng spielte in der ersten Liga des Landes, der V.League 1. 2014 gewann er mit dem Verein den vietnamesischen Pokal. Das Finale gegen Becamex Bình Dương gewann man mit 2:0. 2016 feierte er mit dem Klub die Vizemeisterschaft. Anfang 2017 wechselte er zum Zweitligisten Hồ Chí Minh City FC. Mit dem Verein aus Ho-Chi-Minh-Stadt spielte er in der zweiten Liga, der V.League 2. Am Ende der Saison feierte er mit dem Verein die Meisterschaft der zweiten Liga und stieg in die erste Liga auf. Dược Nam Hà Nam Định FC, ein Erstligist aus Nam Định nahm ihn Anfang 2019 unter Vertrag.

## Erfolge
Hải Phòng FC
- Vietnamesischer Fußballpokal: 2014

Ho Chi Minh City FC
- V.League 2: 2016  ▲